# Cubicorrhynchus
Cubicorrhynchus är ett släkte av skalbaggar. Cubicorrhynchus ingår i familjen vivlar.

## Dottertaxa tillCubicorrhynchus, i alfabetisk ordning[1]
- Cubicorrhynchus angularis
- Cubicorrhynchus aureomaculatus
- Cubicorrhynchus auriculatus
- Cubicorrhynchus aurigena
- Cubicorrhynchus bohemani
- Cubicorrhynchus brevipes
- Cubicorrhynchus calcaratus
- Cubicorrhynchus cichlodes
- Cubicorrhynchus convexiusculus
- Cubicorrhynchus crenicollis
- Cubicorrhynchus curvipes
- Cubicorrhynchus dilataticeps
- Cubicorrhynchus dohrni
- Cubicorrhynchus eximius
- Cubicorrhynchus globicollis
- Cubicorrhynchus illidgei
- Cubicorrhynchus maculatus
- Cubicorrhynchus maculicollis
- Cubicorrhynchus mastersi
- Cubicorrhynchus maximus
- Cubicorrhynchus minor
- Cubicorrhynchus modestus
- Cubicorrhynchus morosus
- Cubicorrhynchus mussoni
- Cubicorrhynchus occultus
- Cubicorrhynchus piceosetosus
- Cubicorrhynchus quadraticollis
- Cubicorrhynchus rectipes
- Cubicorrhynchus sepidioides
- Cubicorrhynchus serratipes
- Cubicorrhynchus setosus
- Cubicorrhynchus sordidus
- Cubicorrhynchus sparsus
- Cubicorrhynchus spinicollis
- Cubicorrhynchus sterilis
- Cubicorrhynchus strigicollis
- Cubicorrhynchus substrigosus
- Cubicorrhynchus taurus
- Cubicorrhynchus tortipes
- Cubicorrhynchus valgus